# Elisabetta di Schwarzburg-Rudolstadt
Elisabetta di Schwarzburg-Rudolstadt (Rudolstadt, 1º ottobre 1833 – Detmold, 27 novembre 1896) è stata principessa consorte di Lippe dal 1852 al 1875, come moglie di Leopoldo III.

## Biografia

### Nascita
Elisabetta di Schwarzburg-Rudolstadt nacque il 1⁰ ottobre 1833 a Rudolstadt, unica figlia femmina del principe Alberto e di Augusta di Solm-Braunfels. Secondogenita, aveva come fratello maggiore Carlo Günther e come fratelli minori Giorgio Alberto, l'unico arrivato alla maggiore età, ed Ernesto Enrico.

### Matrimonio

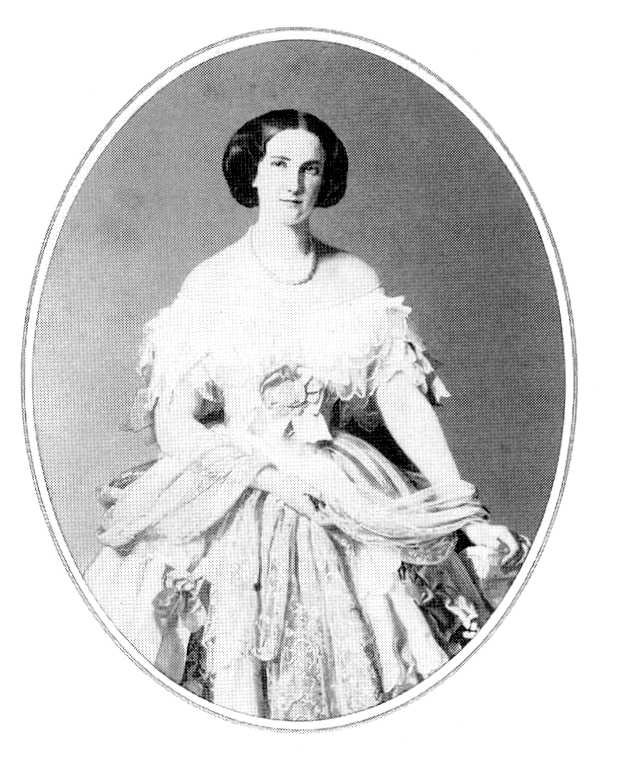
Ritratto della principessa Elisabetta

Sposò il 17 aprile 1852, all'età di 18 anni, il principe Leopoldo III di Lippe, con cui si trasferì nella capitale del principato omonimo, Detmold, di cui il marito era diventato sovrano da poco più di un anno. La coppia non ebbe figli.

### Ultimi anni e morte
Rimase vedova nel 1875 e, non avendo avuto discendenti, le succedette Sofia di Baden, moglie del cognato Valdemaro. Morì il 27 novembre 1896 nel castello di Detmold, a 63 anni. Secondo la sua volontà, fu tumulata nella chiesa cittadina di Sant'Andrea, nella capitale del paese d'adozione.

## Titoli e trattamento
- 1⁰ ottobre 1833 - 17 aprile 1852: Sua Altezza Serenissima, la principessa Elisabetta di Schwarzburg-Rudolstadt
- 17 aprile 1852 - 8 dicembre 1875: Sua Altezza Serenissima, la principessa di Lippe
- 8 dicembre 1875 - 27 aprile 1896: Sua Altezza Serenissima, la principessa Elisabetta di Lippe, principessa di Schwarzburg-Rudolstadt

## Ascendenza
|                                             |                               |                                         | Genitori                                               |  |  | Nonni |  |  | Bisnonni                                 |  |  | Trisnonni                                  |  |
|                                             |                               |                                         |                                                        |  |  |       |  |  | Federico Carlo di Schwarzburg-Rudolstadt |  |  | Luigi Günther II di Schwarzburg-Rudolstadt |  |
|                                             |                               |                                         |                                                        |  |  |       |  |  | Federico Carlo di Schwarzburg-Rudolstadt |  |  | Luigi Günther II di Schwarzburg-Rudolstadt |  |
|                                             |                               | Enrichetta di Reuss-Untergreiz          |                                                        |  |  |       |  |  | Federico Carlo di Schwarzburg-Rudolstadt |  |  |                                            |  |
| Luigi Federico II di Schwarzburg-Rudolstadt |                               |                                         |                                                        |  |  |       |  |  | Federico Carlo di Schwarzburg-Rudolstadt |  |  |                                            |  |
|                                             |                               | Federica di Schwarzburg-Rudolstadt      | Giovanni Federico di Schwarzburg-Rudolstadt            |  |  |       |  |  |                                          |  |  |                                            |  |
|                                             |                               | Federica di Schwarzburg-Rudolstadt      | Giovanni Federico di Schwarzburg-Rudolstadt            |  |  |       |  |  |                                          |  |  |                                            |  |
|                                             |                               | Federica di Schwarzburg-Rudolstadt      | Bernardina Cristiana di Sassonia-Weimar                |  |  |       |  |  |                                          |  |  |                                            |  |
| Alberto di Schwarzburg-Rudolstadt           |                               | Federica di Schwarzburg-Rudolstadt      |                                                        |  |  |       |  |  |                                          |  |  |                                            |  |
|                                             |                               | Federico V d'Assia-Homburg              | Federico IV d'Assia-Homburg                            |  |  |       |  |  |                                          |  |  |                                            |  |
|                                             |                               | Federico V d'Assia-Homburg              | Federico IV d'Assia-Homburg                            |  |  |       |  |  |                                          |  |  |                                            |  |
|                                             |                               | Federico V d'Assia-Homburg              | Ulrica Luisa di Solms-Braunfels                        |  |  |       |  |  |                                          |  |  |                                            |  |
| Carolina Luisa di Assia-Homburg             |                               | Federico V d'Assia-Homburg              |                                                        |  |  |       |  |  |                                          |  |  |                                            |  |
|                                             |                               | Carolina d'Assia-Darmstadt              | Luigi IX d'Assia-Darmstadt                             |  |  |       |  |  |                                          |  |  |                                            |  |
|                                             |                               | Carolina d'Assia-Darmstadt              | Luigi IX d'Assia-Darmstadt                             |  |  |       |  |  |                                          |  |  |                                            |  |
|                                             |                               | Carolina d'Assia-Darmstadt              | Carolina del Palatinato-Zweibrücken-Birkenfeld         |  |  |       |  |  |                                          |  |  |                                            |  |
| Elisabetta di Schwarzburg-Rudolstadt        |                               | Carolina d'Assia-Darmstadt              |                                                        |  |  |       |  |  |                                          |  |  |                                            |  |
|                                             | Ferdinando di Solms-Braunfels | Federico Guglielmo di Solms-Braunfels   |                                                        |  |  |       |  |  |                                          |  |  |                                            |  |
|                                             | Ferdinando di Solms-Braunfels | Federico Guglielmo di Solms-Braunfels   |                                                        |  |  |       |  |  |                                          |  |  |                                            |  |
|                                             | Ferdinando di Solms-Braunfels | Maddalena Enrichetta di Nassau-Weilburg |                                                        |  |  |       |  |  |                                          |  |  |                                            |  |
| Federico Guglielmo di Solms-Braunfels       | Ferdinando di Solms-Braunfels |                                         |                                                        |  |  |       |  |  |                                          |  |  |                                            |  |
|                                             |                               | Sofia di Solms-Laubach                  | Cristiano Augusto di Solms-Laubach                     |  |  |       |  |  |                                          |  |  |                                            |  |
|                                             |                               | Sofia di Solms-Laubach                  | Cristiano Augusto di Solms-Laubach                     |  |  |       |  |  |                                          |  |  |                                            |  |
|                                             |                               | Sofia di Solms-Laubach                  | Elisabetta di Isenburg-Büdingen                        |  |  |       |  |  |                                          |  |  |                                            |  |
| Augusta di Solms-Braunfels                  |                               | Sofia di Solms-Laubach                  |                                                        |  |  |       |  |  |                                          |  |  |                                            |  |
|                                             |                               | Carlo II di Meclemburgo-Strelitz        | Carlo Ludovico Federico di Meclemburgo-Strelitz        |  |  |       |  |  |                                          |  |  |                                            |  |
|                                             |                               | Carlo II di Meclemburgo-Strelitz        | Carlo Ludovico Federico di Meclemburgo-Strelitz        |  |  |       |  |  |                                          |  |  |                                            |  |
|                                             |                               | Carlo II di Meclemburgo-Strelitz        | Elisabetta Albertina di Sassonia-Hildburghausen        |  |  |       |  |  |                                          |  |  |                                            |  |
| Federica di Meclemburgo-Strelitz            |                               | Carlo II di Meclemburgo-Strelitz        |                                                        |  |  |       |  |  |                                          |  |  |                                            |  |
|                                             |                               | Federica d'Assia-Darmstadt              | Giorgio Guglielmo d'Assia-Darmstadt                    |  |  |       |  |  |                                          |  |  |                                            |  |
|                                             |                               | Federica d'Assia-Darmstadt              | Giorgio Guglielmo d'Assia-Darmstadt                    |  |  |       |  |  |                                          |  |  |                                            |  |
|                                             |                               | Federica d'Assia-Darmstadt              | Maria Luisa Albertina di Leiningen-Dagsburg-Falkenburg |  |  |       |  |  |                                          |  |  |                                            |  |
|                                             |                               | Federica d'Assia-Darmstadt              |                                                        |  |  |       |  |  |                                          |  |  |                                            |  |